# دنیاگیری کووید-۱۹ در ماکائو
دنیاگیری کووید-۱۹ در ماکائو بخشی از دنیاگیری بیماری کروناویروس ۲۰۱۹ در جهان است. اولین مورد تأیید شده در ماکائو در ۲۲ ژانویه ۲۰۲۰ اعلام شد.